# منتخب الإمارات العربية المتحدة لكرة الطائرة للسيدات
يمثل منتخب الإمارات العربية المتحدة للكرة الطائرة للسيدات دولة الإمارات العربية المتحدة في المسابقات الدولية للكرة الطائرة للسيدات والمباريات الودية. ظهر الفريق في دورة الألعاب الخليجية للسيدات عدة مرات.

## قائمة اللاعبات
قائمة لاعبات منتخب الإمارات لكرة الطائرة للسيّدات متغيّرة باستمرار، لكنّ بعض الأسماء ثابتة. هذه قائمةٌ بأسماء اللاعبات اللاتي يُشاركن بشكل متكرر مع منتخب الإمارات لكرة الطائرات للسيّدات حتى عام 2023 على الأقل:
- علياء ناصر
- أسماء أحمد
- ندوة وسيم
- مشاعل سالم
- منى عباس
- أمينة مال الله
- بدور يوسف
- سمية عبد الله
- منى حيدر
- حصة إسماعيل
- مروة حديد
- سارة عيسى

## الإنجازات
تُوّج المنتخب الإماراتي لكرة الطائرة للسيدات بلقب بطولة الخليج بعد فوزه على المنتخب العماني وانتهت المباراة بثلاثية نظيفة (25-7 ، 25-7 و25-13) ضمن الجولة الأخيرة للبطولة، فيما نال المنتخب العماني ميداليته الفضية أما في المركز الثالث فقد حصلَ المنتخب البحريني على ميداليته البرونزية.